# Des eunuques pour le royaume des cieux
Des eunuques pour le royaume des cieux (Eunuchen für das Himmelreich, 1989), est l'un des principaux ouvrages de la théologienne allemande Uta Ranke-Heinemann et sans doute celui qui lui a valu le plus grand rayonnement international.
Traduit en français par Monique Thiollet et publié par les éditions Robert Laffont en 1990, ce livre, dont le titre fait référence à une parole du Christ dans le Nouveau Testament (Mt 19:12), évoque de manière critique et documentée les questions de sexualité et de morale sexuelle dans la théologie et l'histoire de l'Église catholique, particulièrement dans ses relations avec la sexualité féminine.
Fille de Gustav Heinemann, ancien président de la République d'Allemagne, Uta Ranke-Heinemann a été la première femme au monde à obtenir une chaire d'enseignement supérieur de théologie catholique.